# Escudo de Calgary
El Escudo de Armas de Calgary (Alberta, Canadá) se adoptó en 1902 como resultado de un concurso local. Sólo existía en blanco y negro hasta 1984, cuando un concejal del Ayuntamiento de Calgary propuso darle color.

## Símbolos
- Timbre: Una corona mural que representa el estatuto de ciudad y la fidelidad. El sol poniente simboliza la posición de Calgary en el oeste de Canadá.
- Escudo:
  - Jefe: Una puesta de sol sobre las Montañas Rocosas.
  - Cargas: Un bisonte (animal nativo del área) que carga una hoja de arce (símbolo de Canadá) superpuesto a una Cruz de San Jorge (que representa a los colonos ingleses que fundaron la ciudad).
- Compartimento: dos hojas de arce rojas (que simbolizan a Canadá), un cardo (Escocia), un puerro (Gales), tréboles (Irlanda) y una rosa (Inglaterra).
- Tenantes: Un caballo y un buey, que representan el pasado ranchero de la ciudad.
- Listón: El lema de la ciudad, "Onward" (Hacia adelante) entre el año de fundación (1884) y el  de incorporación (1894).

La bandera de la unión y la Insignia Roja Canadiense están cruzadas bajo el listón.